# Aziatische zaagbaarzen
Aziatische zaagbaarzen (Lateolabracidae) vormen een familie van vissen die tot de orde van baarsachtigen (Perciformes) behoren. De familie wordt verder onderverdeeld in het geslacht Lateolabrax, met twee soorten:

## Geslacht
- Lateolabrax Bleeker, 1854

Volgens Nelson wordt de familie ondergebracht in de familie van de moronen (Moronidae), maar meestal worden deze vissen in een eigen familie ondergebracht.